# Desa Rejoagung (administrativ by i Indonesien, Jawa Timur, lat -7,99, long 114,02)
Desa Rejoagung är en administrativ by i Indonesien.   Den ligger i provinsen Jawa Timur, i den sydvästra delen av landet, 800 km öster om huvudstaden Jakarta.